# Junior World Rugby Trophy 2008
Junior World Rugby Trophy 2008 – inauguracyjny turniej z cyklu Junior World Rugby Trophy rozegrany w dniach 15–27 kwietnia 2008 w stolicy Chile, Santiago. Były to międzynarodowe zawody narodowych drużyn rugby union dla zawodników do 20 roku życia niższe rangą od rozegranych w tym samym roku IRB Junior World Championship. Zorganizowane zostały pod auspicjami IRB w zastępstwie zlikwidowanych mistrzostw drużyn U-19 i U-21.
Chile otrzymało prawa do organizacji turnieju pod koniec sierpnia 2007 roku, a rozkład gier został opublikowany pod koniec stycznia 2008 roku. Wśród arbitrów podnoszących swoje kwalifikacje na tym turnieju znalazł się również Polak – Marcin Zeszutek.
Mecze były rozgrywane na dwóch stadionach w Santiago. W rozgrywkach wzięło udział osiem reprezentacji, podzielonych na dwie grupy po cztery drużyny. W grupie A wystąpiły Chile (jako gospodarz imprezy) oraz zespoły z kwalifikacji: Rumunia (FIRA-AER), Namibia (CAR) i Wyspy Cooka (FORU). W grupie B natomiast zagrały dwie drużyny z rankingu IRB U-19 uwzględniającego wyniki ostatnich mistrzostw świata w tej kategorii wiekowej – Gruzja i Urugwaj – a także kwalifikanci z Korei Południowej (ARFU) i Jamajki (NACRA).
Zawody wygrała reprezentacja Urugwaju uzyskując prawo występu na mistrzostwach świata juniorów w roku następnym. Najwięcej punktów zdobył Gruzin Goderdzi Joglidze, w klasyfikacji przyłożeń z siedmioma zwyciężył zaś reprezentant Korei Południowej Kim Hyun-soo.

## Faza grupowa

### Grupa A
| 15 kwietnia 200814:00 | Rumunia U-20                                                           | 28:26 | Namibia U-20                             | Stade Français, Santiago Sędzia: Javier Mancuso |
| 15 kwietnia 200814:00 | Cazan 5 (P) Georgescu 8 (4pd) Munteanu 5 (P) Lemnaru 5 (P) Iacob 5 (P) | 28:26 | Botha 15 (3P) Nell 6 (3pd) Kaizemi 5 (P) | Stade Français, Santiago Sędzia: Javier Mancuso |
| 15 kwietnia 200814:00 | Mitu · Iacob · Valcu                                                   | 28:26 | van Neel                                 | Stade Français, Santiago Sędzia: Javier Mancuso |

| 15 kwietnia 200816:00 | Chile U-20                                                                                        | 33:10 | Wyspy Cooka U-20          | Stade Français, Santiago Widzów: 4000 Sędzia: Heykel Bahroun |
| 15 kwietnia 200816:00 | de la Fuente 5 (P) Gonzalez 10 (P pd K) Ruiz 5 (P) Schachner 5 (P) Metuaze 5 (P) Fuenzalida 3 (K) | 33:10 | Stanaway-Teao 10 (P pd K) | Stade Français, Santiago Widzów: 4000 Sędzia: Heykel Bahroun |
| 15 kwietnia 200816:00 | Mataroa · Kaue · Uitime                                                                           | 33:10 |                           | Stade Français, Santiago Widzów: 4000 Sędzia: Heykel Bahroun |

| 19 kwietnia 200814:00 | Rumunia U-20                                                                                             | 46:7 | Wyspy Cooka U-20        | Estadio San Carlos, Santiago Sędzia: Ucha Narimanidze |
| 19 kwietnia 200814:00 | Georgescu 6 (3pd) Munteanu 10 (2P) Petreanu 10 (2P) Valcu 5 (P) Dumitru 5 (P) Catuna 5 (P) Beldean 5 (P) | 46:7 | Tou 5 (P) Turley 2 (pd) | Estadio San Carlos, Santiago Sędzia: Ucha Narimanidze |
| 19 kwietnia 200814:00 | Petreanu                                                                                                 | 46:7 |                         | Estadio San Carlos, Santiago Sędzia: Ucha Narimanidze |

| 19 kwietnia 200816:00 | Chile U-20                                                  | 20:6 | Namibia U-20 | Estadio San Carlos, Santiago Widzów: 5000 Sędzia: Gustavo Gerbasi |
| 19 kwietnia 200816:00 | Gonzalez 5 (pd K) Ruiz 5 (P) Schachner 5 (P) Rochette 5 (P) | 20:6 | Nell 6 (2K)  | Estadio San Carlos, Santiago Widzów: 5000 Sędzia: Gustavo Gerbasi |
| 19 kwietnia 200816:00 | Karuaihe                                                    | 20:6 |              | Estadio San Carlos, Santiago Widzów: 5000 Sędzia: Gustavo Gerbasi |

| 23 kwietnia 200816:00 | Namibia U-20                                        | 25:14 | Wyspy Cooka U-20          | Estadio San Carlos, Santiago Sędzia: Marcin Zeszutek |
| 23 kwietnia 200816:00 | Kaizemi 15 (P 2pd dg K) Coetzee 5 (P) Haraseb 5 (P) | 25:14 | Maui 9 (3K) Woonton 5 (P) | Estadio San Carlos, Santiago Sędzia: Marcin Zeszutek |
| 23 kwietnia 200816:00 | Rolton                                              | 25:14 |                           | Estadio San Carlos, Santiago Sędzia: Marcin Zeszutek |

| 23 kwietnia 200816:00 | Chile U-20                     | 14:3 | Rumunia U-20          | Stade Français, Santiago Widzów: 5000 Sędzia: Gustavo Gerbasi |
| 23 kwietnia 200816:00 | Gonzalez 9 (3K) Brangier 5 (P) | 14:3 | Georgescu 3 (K)       | Stade Français, Santiago Widzów: 5000 Sędzia: Gustavo Gerbasi |
| 23 kwietnia 200816:00 | Yaconi · Silva                 | 14:3 | Badalicescu · Puisoru | Stade Français, Santiago Widzów: 5000 Sędzia: Gustavo Gerbasi |

### Grupa B
| 15 kwietnia 200814:00 | Gruzja U-20 | 90:3 | Jamajka U-20 | Estadio San Carlos, Santiago Sędzia: Salvador Encinas |
| 15 kwietnia 200814:00 | Jashitashvili 10 (2P) Nutsubidze 19 (P 7pd) Tuchashvili 10 (2P) Kolelishvili 5 (P) Khmaladze 5 (P) Tsiklauri 5 (P) Nikolaishvili 10 (2P) Kavtidze 5 (P) Joglidze 4 (2pd) Ciklauri 7 (P pd) Tsirekidze 5 (P) Toradze 5 (P) | 90:3 | Tapper 3 (K) | Estadio San Carlos, Santiago Sędzia: Salvador Encinas |
| 15 kwietnia 200814:00 | Atkinson | 90:3 |              | Estadio San Carlos, Santiago Sędzia: Salvador Encinas |

| 15 kwietnia 200816:00 | Urugwaj U-20 | 67:8 | Korea Południowa U-20 | Estadio San Carlos, Santiago Sędzia: Horațiu Bărgăunaș |
| 15 kwietnia 200816:00 | Etcheverry 19 (2P 3pd K) Albanell 13 (P 4pd) Gaminara 10 (2P) Vecino 10 (2P) Ormaechea 5 (P) Rocco 5 (P) Benitez 5 (P) | 67:8 | Seo 3 (K) Lee 5 (P)   | Estadio San Carlos, Santiago Sędzia: Horațiu Bărgăunaș |
| 15 kwietnia 200816:00 | Magno | 67:8 | Lee                   | Estadio San Carlos, Santiago Sędzia: Horațiu Bărgăunaș |

| 19 kwietnia 200814:00 | Gruzja U-20                                                                                                 | 50:31 | Korea Południowa U-20                                               | Stade Français, Santiago Sędzia: Marcin Zeszutek |
| 19 kwietnia 200814:00 | Nutsubidze 7 (P pd) Tuchashvili 5 (P) Khmaladze 10 (2P) Joglidze 21 (3P 3pd) Ciklauri 2 (pd) Kikvidze 5 (P) | 50:31 | Seo 4 (2pd) Choi 5 (P) Lee 7 (P pd) Kim 5 (P) Jeong 5 (P) Kim 5 (P) | Stade Français, Santiago Sędzia: Marcin Zeszutek |

| 19 kwietnia 200816:00 | Urugwaj U-20 | 82:0 | Jamajka U-20 | Stade Français, Santiago Sędzia: Horațiu Bărgăunaș |
| 19 kwietnia 200816:00 | Albanell 2 (pd) Ormaechea 10 (2P) Clerk 18 (P 5pd K) Jolivet 5 (P) Freitas 10 (2P) Bordaberry 5 (P) Etcheverry 7 (P pd) Horta 5 (P) Leivas 5 (P) Gervaz 5 (P) Espiga 5 (P) 1 karne przyłożenie | 82:0 |              | Stade Français, Santiago Sędzia: Horațiu Bărgăunaș |

| 23 kwietnia 200814:00 | Korea Południowa U-20                                                  | 55:17 | Jamajka U-20                   | Estadio San Carlos, Santiago Sędzia: Ucha Narimanidze |
| 23 kwietnia 200814:00 | Seo 10 (5pd) Kim 20 (4P) Jeong 5 (P) Kim 5 (P) Shin 10 (2P) Kwon 5 (P) | 55:17 | Thomas 10 (2P) Brown 7 (2pd K) | Estadio San Carlos, Santiago Sędzia: Ucha Narimanidze |

| 23 kwietnia 200814:00 | Urugwaj U-20                                    | 20:16 | Gruzja U-20           | Stade Français, Santiago Sędzia: Salvador Encinas |
| 23 kwietnia 200814:00 | Etcheverry 6 (2K) Albanell 9 (3K) Jolivet 5 (P) | 20:16 | Joglidze 16 (P pd 3K) | Stade Français, Santiago Sędzia: Salvador Encinas |
| 23 kwietnia 200814:00 | Kolelishvili · Skhulukhia                       | 20:16 |                       | Stade Français, Santiago Sędzia: Salvador Encinas |

## Faza pucharowa

### Mecz o 7 miejsce
| 27 kwietnia 200810:00 | Wyspy Cooka U-20 | 54:15 | Jamajka U-20                                        | Stade Français, Santiago Sędzia: Gustavo Gerbasi |
| 27 kwietnia 200810:00 | Turley 5 (pd K) Woonton 5 (P) Enua 10 (2P) Clarken 5 (P) Pamatatau 15 (3P) Toru 4 (2pd) Nipurahi 5 (P) Uitime 5 (P) | 54:15 | Tapper 2 (pd) Brown 3 (K) Hylton 5 (P) Walker 5 (P) | Stade Français, Santiago Sędzia: Gustavo Gerbasi |
| 27 kwietnia 200810:00 | Tuisovivi | 54:15 |                                                     | Stade Français, Santiago Sędzia: Gustavo Gerbasi |

### Mecz o 5 miejsce
| 27 kwietnia 200812:00 | Namibia U-20                                                              | 36:29 | Korea Południowa U-20                                  | Stade Français, Santiago Sędzia: Horațiu Bărgăunaș |
| 27 kwietnia 200812:00 | Kaizemi 11 (P 3pd) Coetzee 5 (P) Hugo 5 (P) Tjombe 5 (P) Herridge 10 (2P) | 36:29 | Seo 4 (2pd) Kim 10 (2P) Kim 5 (P) Shin 5 (P) Mun 5 (P) | Stade Français, Santiago Sędzia: Horațiu Bărgăunaș |
| 27 kwietnia 200812:00 | Coetzee                                                                   | 36:29 |                                                        | Stade Français, Santiago Sędzia: Horațiu Bărgăunaș |

### Mecz o 3 miejsce
| 27 kwietnia 200814:00 | Rumunia U-20                    | 10:34 | Gruzja U-20                                                                           | Stade Français, Santiago Sędzia: Heykel Bahroun |
| 27 kwietnia 200814:00 | Georgescu 3 (K) Topala 7 (P pd) | 10:34 | Tuchashvili 10 (2P) Khmaladze 5 (P) Kavtidze 5 (P) Joglidze 9 (3pd K) Rokhvadze 5 (P) | Stade Français, Santiago Sędzia: Heykel Bahroun |

### Finał
| 27 kwietnia 200816:00 | Chile U-20                                              | 8:20 | Urugwaj U-20 | Stade Français, Santiago Widzów: 7000 Sędzia: Javier Mancuso |
| 27 kwietnia 200816:00 | Gonzalez 3 (K) Sifri 5 (P)                              | 8:20 |              | Stade Français, Santiago Widzów: 7000 Sędzia: Javier Mancuso |
| 27 kwietnia 200816:00 | Albanell 12 (P 2pd dg) · Etcheverry 3 (K) · Magno 5 (P) | 8:20 |              | Stade Français, Santiago Widzów: 7000 Sędzia: Javier Mancuso |